# Christine Neubauer
Christine Neubauer (ur. 24 czerwca 1962 w Monachium) – niemiecka spikerka radiowa, aktorka filmowa i scenarzystka.

## Filmografia

### Filmy kinowe
- 1984: Tapetenwechsel
- 1984: Smaragd
- 1987: Taxi nach Kairo
- 1987: Der Unsichtbare
- 1989: Otto – Der Ausserfriesische
- 1992: Ein Fall für TKKG: Drachenauge
- 1995: Der Mann, der Angst vor Frauen hatte
- 1997: Die rote Waschmaschine
- 1998: Alle für die Mafia
- 1998: Candy
- 1999: Der grosse Bagarozy
- 2002: Knallharte Jungs
- 2003: Pumuckl und sein Zirkusabenteuer
- 2003: Dirty Sky
- 2004: Mein Bruder ist ein Hund
- 2005: Es ist ein Elch entsprungen
- 2010: Gurbet – Fremde Heimat
- 2021: Kaiserschmarrndrama
- 2024: Hundswut

### Filmy telewizyjne
- 1985: Seemann, gib Obacht!
- 1986: Ein langes Wochenende
- 1986: Stinkwut
- 1986: Betrogene Liebe
- 1986: Der Unfried
- 1989: Jakob oder Liebe hört nicht auf
- 1990: Der neue Mann
- 1990: Studna mladosti
- 1991: Wolkenkratzer (Krótki film)
- 1992: Abgetrieben
- 1992: Jungbrunnen
- 1993: Sieben auf einen Streich
- 1993: Das Paradies am Ende der Berge
- 1994: Robert darf nicht sterben
- 1995: Nur der Sieg zählt
- 1995: Knallhart daneben
- 1995: Coswig und Sohn
- 1995: Mordanklage ohne Leiche
- 1997: Gestohlenes Mutterglück
- 1997: Baby Rex – Der kleine Kommissar
- 1997: Weihnachten mit Willy Wuff – Mama braucht einen Millionär
- 1997: Mali (Dwuczęściowy film telewizyjny)
- 1998: Twiggy − Liebe auf Diät
- 1998: König auf Mallorca
- 1998: Du hast mir meine Familie geraubt
- 1998: Die unerwünschte Zeugin
- 1998: Krambambuli
- 1998: Liebe mich bis in den Tod
- 1998: Papa, ich hol’ dich raus
- 1999: Ich bin kein Mann für eine Frau
- 1999: Gefährliche Hochzeit
- 1999: Wer zuletzt lügt, lügt am besten
- 1999: Boulevard Berlin
- 2000: Frische Ware
- 2000: Altweibersommer
- 2000: Ein lasterhaftes Pärchen
- 2000: Pain au chocolat − Chocolate Pain (Krótki film)
- 2000: Einmal Himmel und retour
- 2000: Der Preis der Schönheit
- 2002: Stubbe – Von Fall zu Fall
- 2001: Der Club der grünen Witwen
- 2001: Männer sind zum Abgewöhnen
- 2001: Mein Vater und andere Betrüger
- 2001: Auf immer und ewig
- 2002: Vollweib sucht Halbtagsmann
- 2002: Kleeblatt küsst Kaktus
- 2003: Trenck – Zwei Herzen gegen die Krone
- 2003: Tausche Firma gegen Haushalt
- 2003: Liebe Zartbitter
- 2003: Tochter meines Herzens
- 2004: Eine zweimalige Frau
- 2005: Die Geierwally
- 2005: Die Schokoladenkönigin
- 2005: Das beste Jahr meines Lebens
- 2005: Glück auf halber Treppe
- 2005: Ein schöner Tag (Krótki film)
- 2005: Lauras Wunschzettel
- 2006: Die Frau des Heimkehrers
- 2006: Eva Zacharias
- 2006: Folge deinem Herzen
- 2006: Am Ende des Schweigens
- 2007: Momella – Eine Farm in Afrika
- 2007: Moppel-Ich
- 2007: Die Erntehelferin
- 2007: Suchkind 312
- 2007: Für immer Afrika
- 2008: Afrika im Herzen
- 2008: Insel des Lichts
- 2008: Treuepunkte
- 2008: Der Nikolaus im Haus
- 2009: Alle Sehnsucht dieser Erde
- 2009: Heiße Spur
- 2009: Schaumküsse
- 2009: Die Lebenslüge
- 2009: Meine Heimat Afrika
- 2010: Wer zu lieben wagt
- 2010: Haltet die Welt an
- 2010: Ein Sommer auf Sylt
- 2010: Pius XII.
- 2010: Wie ein Stern am Himmel
- 2010: Lügen haben linke Hände
- 2011: Der kalte Himmel
- 2011: Die Minensucherin
- 2011: Gottes mächtige Dienerin
- 2011: Das Mädchen aus dem Regenwald
- 2012: Kennen Sie Ihren Liebhaber?
- 2012: Hannas Entscheidung
- 2012: Mein verrücktes Jahr in Bangkok
- 2012: Die Holzbaronin
- 2013: Die Pastorin
- 2013: Bella und der Feigenbaum
- 2013: Helden – Wenn dein Land dich braucht
- 2014: Die Briefe meiner Mutter
- 2015: Franziskas Welt – Hochzeiten und andere Hürden
- 2015: Schorsch Aigner – Der Mann, der Franz Beckenbauer war
- 2016: Tante Maria, Argentinien und die Sache mit den Weißwürsten
- 2020: Das Leben ist sonnig und schön
- 2021: Die Lederhosenaffäre